# Lago Pantano d'Avio
Il lago Pantano dell'Avio (o più brevemente, lago Pantano) è un lago artificiale situato in alta val d'Avio, laterale della val Camonica, in provincia di Brescia.
Posto a 2378 metri di quota, è per estensione il secondo lago più grande della val Camonica, dopo il lago d'Arno.

## Descrizione
Realizzato a scopo idroelettrico, è sostenuto da una diga in calcestruzzo a gravità alleggerita (o a contrafforti), costruita nel 1956. Essa è alta 59 metri, lunga 400 metri al coronamento e possiede un volume di 200.000 metri cubi. La diga, per le sue dimensioni, risulta la seconda più alta delle montagne bresciane, superata dalla diga di Ponte Cola (Gargnano) alta 122 metri.
Il lago Pantano fa parte di un notevole sistema idroelettrico che alimenta la centrale di Edolo, attiva dal 1984 (in precedenza, le acque dei laghi della valle muovevano le turbine della vecchia centrale di Temù oggi in disuso). Tale sistema è formato dal lago Pantano e dal lago Venerocolo, i due bacini collocati alla quota maggiore, e dai due laghi che occupano la media valle (lago d'Avio e lago Benedetto). Le acque dei due laghi più alti, comunque, alimentano una piccola centrale situata sulle sponde del lago Benedetto.

## Accessi
Annessi alla diga, sempre presidiata, vi sono l'abitazione del custode e alcuni locali di servizio (cabine di controllo) tra cui anche la stazione della teleferica che vi giunge da Dosso Lavedole, sopra l'estremità meridionale del lago Benedetto. Tale impianto, di proprietà dell'Enel, non fa servizio al pubblico.
La diga e il lago sono quindi raggiungibili soltanto a piedi. Il sentiero più diretto che vi giunge, si stacca dall'ex itinerario numero 11 delle sezioni CAI di Valle Camonica (oggi parte dell'itinerario numero 1, Alta via dell'Adamello) in prossimità di Malga Lavedole, e percorrendolo si giunge alla base della diga in circa un'ora di cammino. In alternativa, è possibile raggiungere l'estremità opposta della diga partendo dal Rifugio Giuseppe Garibaldi e, percorrendo un tratto dell'alta via dell'Adamello, arrivare al lago in quarantacinque minuti. Questo itinerario presenta tuttavia un tratto insidioso, la salita e la discesa della Bocchetta del Pantano o Passo del Lunedì (2650 m), che lo rende adatto ai soli escursionisti esperti.